# Sos mi hombre
Sos mi hombre é uma telenovela argentina produzida pela Pol-ka Producciones e exibida pelo Canal 13 entre 21 de agosto de 2012 e 24 de junho de 2013.

## Elenco
- Luciano Castro como Juan José "Ringo" Di Genaro.
- Celeste Cid como Camila Silvia Garay.
- Gabriel Goity como Oscar "Oso" Villar.
- Gonzalo Valenzuela como Alejo Correa Luna.
- Ludovico Di Santo como Diego Hernán Jáuregui.
- Eugenia Tobal como Gloria Calazán.
- Jimena Barón como Rosa "Maravillosa" Montes.
- Gimena Accardi como Brenda Garay.
- Lito Cruz como Manuel Ochoa.
- Felipe Colombo como Máximo Duarte.
- María Rosa Fugazot como Jesusa García García.
- Pablo Cedrón como Damasio Flores.
- Luz Cipriota como Eva Catalina Ochoa.
- Liz Solari como Guadalupe Llorente.
- Victorio D'Alessandro como Rafael Villar Medina.
- Abel Ayala como Diego Armando "Guachín" Carrazco.
- Ariel Staltari como Pepe.
- Juan Alari como Ismael "Cachito" Delgado.
- Ian Acevedo como Santino Di Genaro.
- Adriana Salonia como Sandra Medina.
- Esteban Lamothe como Jorge Carrizo.
- Bárbara Lombardo como Juana "Zorra" Torres.
- Raúl Rizzo como Iván Garay.
- Osvaldo Laport como Guido Guevara.
- Andrea Pietra como Verónica Santiago.
- Joaquín Furriel como Ariel Yamil "Turco" Nassif.
- Catherine Fulop como Violeta Argüello.
- Pablo Plandolit como Esteban "Largo" Torres.
- Goly Turilli como Elsa Domínguez.
- Viviana Puerta como Leticia.
- Betty Villar como Gladys.
- Edward Nutkiewicz como Ignacio Llorente.
- Ana María Picchio como Marta y como Mirta.
- Roly Serrano como Alfio Altúnez.
- Gastón Grande como Ricardo.

## Prêmios e indicações
| Ano  | Prêmio               | Categoria                 | Nomeação          | Resultado |
| ---- | -------------------- | ------------------------- | ----------------- | --------- |
| 2012 | Prêmio Tato          | Melhor ficção diária      | Sos mi hombre     | Indicado  |
| 2012 | Prêmio Tato          | Melhor ator               | Luciano Castro    | Indicado  |
| 2012 | Prêmio Tato          | Melhor atriz              | Celeste Cid       | Indicado  |
| 2012 | Prêmio Tato          | Melhor ator coadjuvante   | Gabriel Goity     | Indicado  |
| 2012 | Prêmio Tato          | Melhor atriz coadjuvante  | Jimena Barón      | Indicado  |
| 2012 | Prêmio Tato          | Melhor roteiro            | Leandro Calderone | Indicado  |
| 2012 | Prêmio Tato          | Melhor produção fictícia  | Sos mi hombre     | Indicado  |
| 2012 | Prêmio Tato          | Melhor música de abertura | Miénteme          | Indicado  |
| 2013 | Prêmio Martín Fierro | Melhor ficção diária      | Sos mi hombre     | Indicado  |
| 2013 | Prêmio Martín Fierro | Ator protagonista         | Luciano Castro    | Indicado  |
| 2013 | Prêmio Martín Fierro | Atriz protagonista        | Celeste Cid       | Indicado  |
| 2013 | Prêmio Martín Fierro | Ator coadjuvante          | Ludovico Di Santo | Indicado  |
| 2013 | Prêmio Martín Fierro | Ator coadjuvante          | Joaquín Furriel   | Indicado  |
| 2013 | Prêmio Martín Fierro | Atriz coadjuvante         | Eugenia Tobal     | Indicado  |
| 2013 | Prêmio Martín Fierro | Participação especial     | Osvaldo Laport    | Indicado  |